# Kurt Mager
Kurt Mager (* 5. Juli 1942 in Berlin; † 3. Februar 2010) war ein deutscher Philosoph und Bibliothekar.

## Leben und Wirken
Nach seiner 1962 erfolgten Reifeprüfung in Aschaffenburg  und der Leistung des Wehrdienstes studierte Kurt Mager ab dem Sommersemester 1964 zunächst Germanistik und Geschichte sowie Psychologie an der Universität Frankfurt/M. und an der Universität Würzburg, wo er im Sommersemester 1965 in das Hauptfach Philosophie wechselte. 1968 legte er in Würzburg die Magisterprüfung ab. Ab 1968 arbeitete er dort als wissenschaftlicher Assistent am Philosophischen Seminar II. Im Jahre 1974 promovierte er in Würzburg bei Rudolph Berlinger. Im gleichen Jahr trat er als Bibliotheksreferendar an der Universitätsbibliothek Gießen in die Ausbildung für den höheren Bibliotheksdienst ein und absolvierte die Fachprüfung hierfür 1976 an der Bibliotheksschule Frankfurt. Als wissenschaftlicher Bibliothekar arbeitete Mager zunächst 1977/78 an der Universitätsbibliothek Kassel, von 1978 bis zum Eintritt in den Ruhestand 2005 an der Bibliothek der Pädagogischen Hochschule Dortmund bzw. der Universitätsbibliothek Dortmund und leitete dort die Bereichsbibliothek Gesellschaftswissenschaften und Theologie. 
An der Universität Dortmund hatte Mager einen Lehrauftrag für Philosophie inne. Außerdem war er Mitarbeiter der „Deutschsprachigen Piaget-Bibliographie“ (1970–2006). 
In seinen Veröffentlichungen beschäftigte sich Mager vor allem mit der Geschichtsphilosophie. 

## Schriften
- Philosophie als Funktion Studien zu Diltheys Schriften “Das Wesen der Philosophie” (= Elementa, Bd. 24). Königshausen u. Neumann, Würzburg 1982, ISBN 3-88479-066-8 (erweiterte Fassung der Dissertation Universität Würzburg 1974).
- (Mitautor): Die Bibliothek der Universität Dortmund im neuen Gebäude. In: Bibliothek. Forschung und Wissenschaft, Bd. 6 (1982), S. 171–219.
- Tradition und Kritik zur Geschichtsphilosophie von Herder und Spengler. In: Perspektiven der Philosophie. Neues Jahrbuch, Bd. 13 (1987), S. 189–206.
- Grundfragen einer Philosophie der Geschichte. In: Perspektiven der Philosophie. Neues Jahrbuch, Bd. 16 (1990), S. 203–217.
- Ahistorische Kontinuität. Zum geschichtsphilosophischen Ansatz von Jacob Burckhardt. In: Perspektiven der Philosophie. Neues Jahrbuch, Bd. 27 (2001), S. 271–294.
- Das Ende der Geschichte bei Francis Fukuyama. Zur Problematik seines philosophischen Ansatzes. In: Perspektiven der Philosophie. Neues Jahrbuch, Bd. 29 (2003), S. 207–227.
- Subjekt und Geschichte bei Arthur Schopenhauer und Theodor Lessing. In: Perspektiven der Philosophie. Neues Jahrbuch, Bd. 31 (2005), S. 125–148.
- Wissen als Verrat an der Freiheit der Existenz? Zum Problem der Subjektivität bei Karl Jaspers. In: Perspektiven der Philosophie. Neues Jahrbuch, Bd. 32 (2006), S. 163–182.
- Philosophische Perspektiven und Probleme im postmodernen Denken. In: Perspektiven der Philosophie. Neues Jahrbuch, Bd. 33 (2007), S. 247–266.
- Kunst, Dichtung, Schönheit. Zur Ästhetik der Geschichtsschreibung. In: Perspektiven der Philosophie. Neues Jahrbuch, Bd. 34 (2008), S. 119–143.
- Mensch und Welt im Spiegel der Uhrenmetapher. In: Perspektiven der Philosophie. Neues Jahrbuch, Bd. 35 (2009), S. 233–266.